# Filippo Raguzzini
 (juin 2021).
Filippo Raguzzini (Naples, 1690 - Rome, 1771) est un architecte italien du XVIIIe siècle, principalement actif à Rome sous le règne de Benoît XIII, où il est défini comme le créateur rococo le plus original.

## Biographie

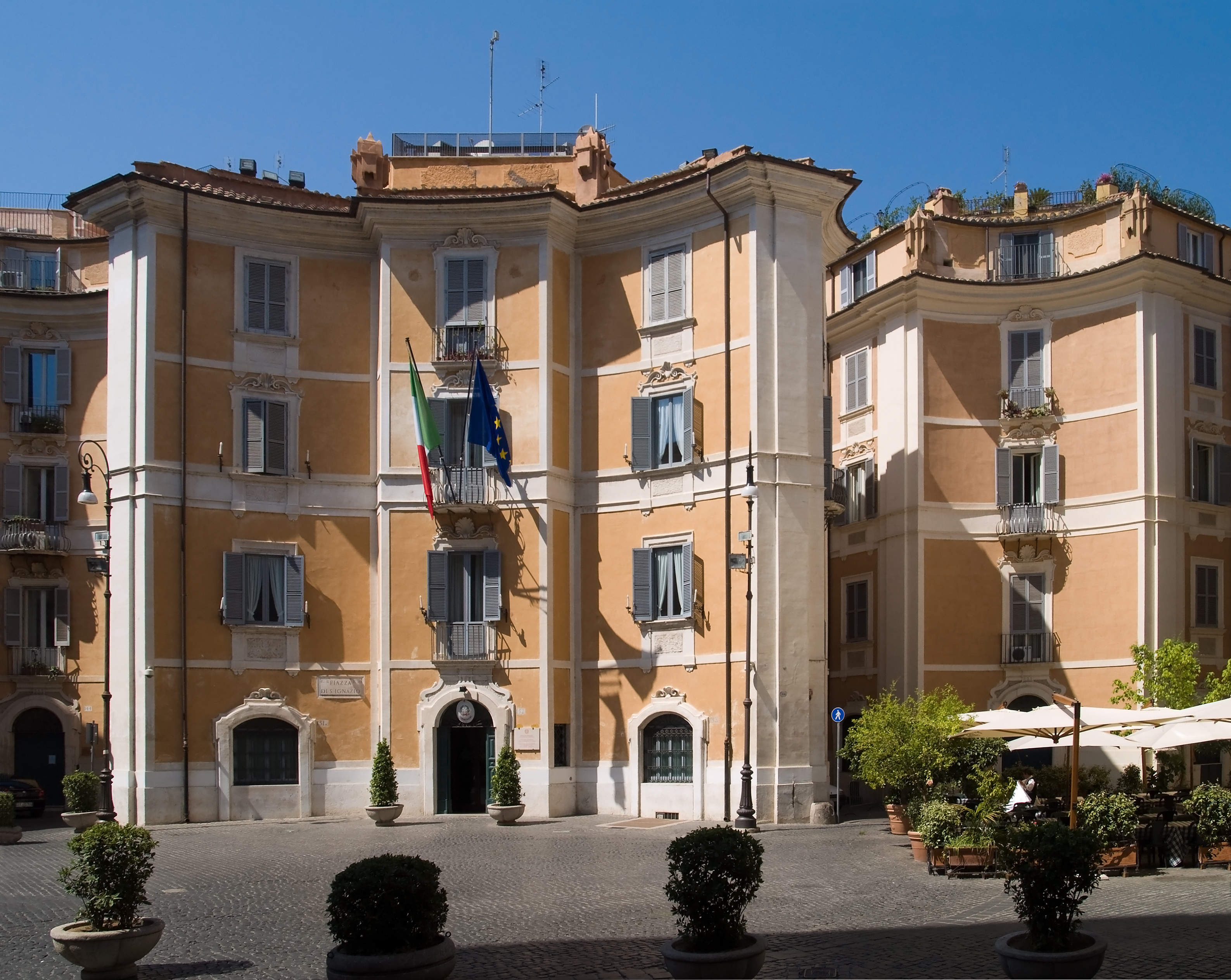
Piazza sant'Ignazio.

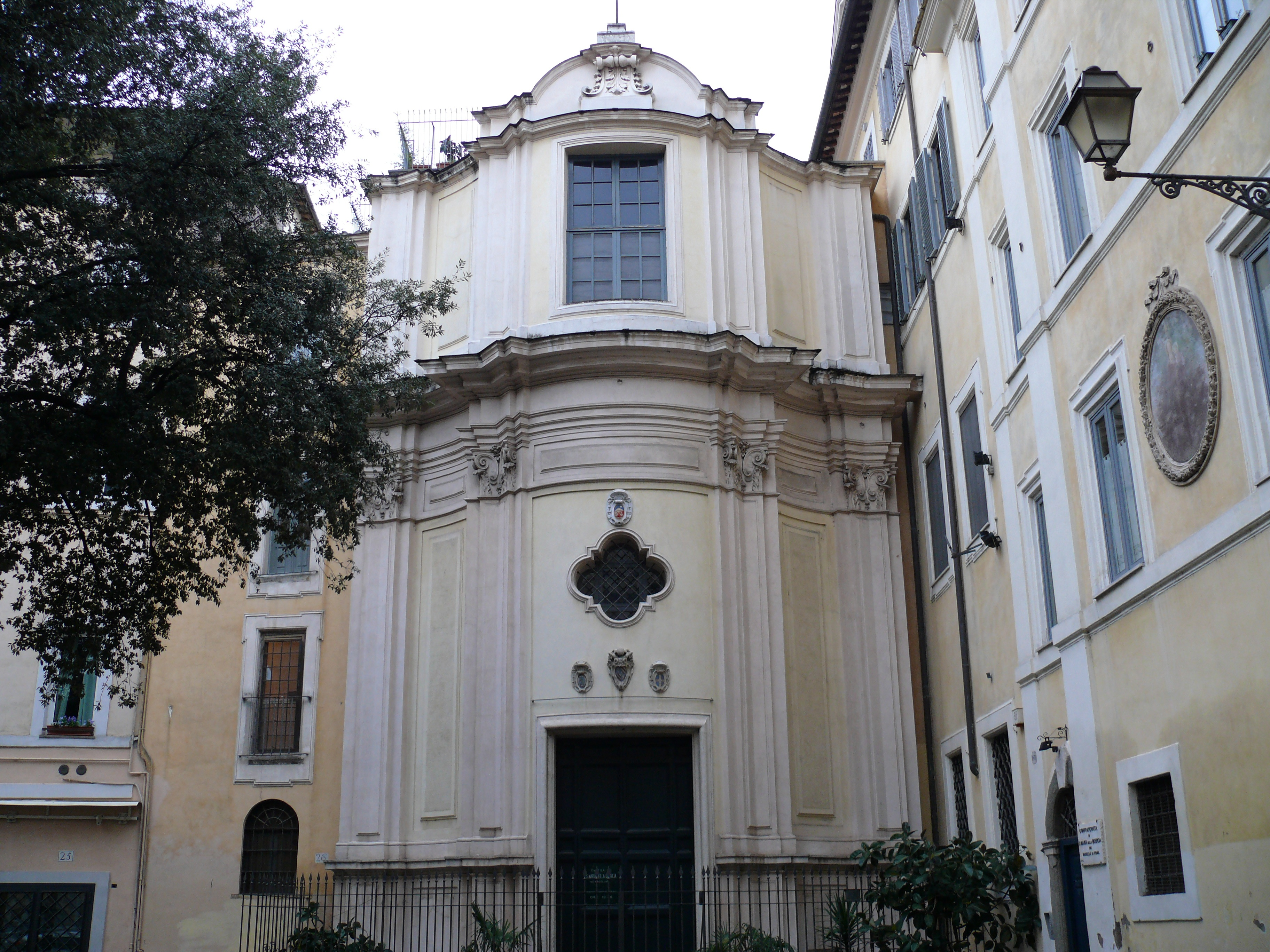
Façade de S Maria della Quercia.

Raguzzini est né à Naples dans une famille de tailleurs de pierre. On sait peu de choses sur ses débuts, mais il est appelé à Bénévent à la suite du tremblement de terre de 1702 qui a causé de nombreuses destructions dans la ville. Il s'y fait remarquer par Pietro Francesco Orsini, archevêque de Bénévent pendant 38 ans, qui devient en 1724 le pape Benoît XIII. Cette rencontre avec Orsini sera d'une importance cruciale pour la carrière ultérieure de Raguzzini. Il existe un débat important entre scientifiques sur les œuvres de Bénévent qui devraient être attribuées à la première période de Raguzzini : la chapelle de San Gennaro dans l'église de l'Annunziata (it) (1710) est considérée comme son œuvre et il y construit les palais De Simone et Terragnoli. Deux églises postérieures, San Filippo (it) (1724-1727) et San Bartolomeo (it) (consacrée en 1729) sont attribuées à Raguzzini, datant d'après l'élection de Benoît XIII.
Une fois Benoît XIII élu, Raguzzini déménage à Rome et débute une ascension fulgurante au sommet de l'établissement architectural papal. Les honneurs officiels lui sont prodigués dès 1725, date à laquelle il est fait chevalier de l'Éperon d'or ; en février 1727, il est élu academico di merito de l'Accademia di San Luca. Le patronage du pape permet à Raguzzini de servir finalement dans presque tous les grands offices d'architecture publics de la ville. Les postes les plus importants qu'il occupe sont ceux dans lesquels il supplante l'architecte romain beaucoup plus ancien et très respecté, Alessandro Specchi, dont l'œuvre la plus importante, le port de Ripetta, a été réalisée sous le règne de Clément XI : ces attributions sont celles d'architecte du popolo romano (essentiellement celles de l'architecte de la ville), d'architecte du Tribunale delle acque e strade et d'architecte des Sacri Palazzi Apostolici. Raguzzini occupe ces postes à partir de 1728, bien qu'ils doivent être conservés par le titulaire à vie, Specchi, qui meurt en novembre 1729.
Le règne de Benoît XIII est marqué par une mauvaise gestion financière. Benoît XIII lui-même a pratiquement quitté le gouvernement temporel de Rome et des États pontificaux, le remettant au cardinal Niccolò Coscia qui a failli mettre l'État en faillite, ce qui a finalement conduit à l'excommunication temporaire et à l'emprisonnement du cardinal sous le règne de Clément XII. En conséquence, peu de grands projets architecturaux sont lancés sous le règne de Benoît XIII. Les projets les plus importants exécutés à Rome par Raguzzini pendant son règne sont : la construction de l'hôpital San Gallicano et son église en 1725, dans le Trastevere ; l'érection de l'église de Santa Maria della Quercia (en) près du palais Spada (1727-31) ; l'église San Filippo Neri en 1728 ; l'aménagement urbain de la scénographique Piazza Sant'Ignazio, considérée comme son chef-d'œuvre, qui entoure le parvis de l’église Saint-Ignace-de-Loyola, et des rues adjacentes en 1727-1728 ; probablement aussi l'achèvement des marches de l'église de la Trinité-des-Monts en 1731.
La construction de Santa Maria della Quercia, l'église de la corporation des bouchers (Università dei macellai) de Rome, semble avoir été parrainée par Benoît XIII. L'église porte le nom d'une image miraculeuse conservée à Viterbe sous la garde des dominicains et, en tant que dominicain lui-même, Benoît XIII semble avoir eu un vif intérêt pour l'église. Bien que rénovée, cette église est un chef-d'œuvre du style des années 1720-1730 et est l'une des rares églises du début du XVIIIe siècle à Rome construite à partir de rien et par une seule personne.
La piazza Sant'Ignazio, entourée d'un ensemble de cinq bâtiments résidentiels pour la classe administrative de la ville qui est alors croissante, se caractérise par son interaction complexe de formes ovoïdes et la construction ingénieuse en forme d'aile de théâtre. Les personnes qui marchent depuis la piazza di Pietra voisine se retrouvent soudainement sur la piazza S. Ignazio dans une confrontation avec l'église comme s'ils y tombaient depuis les coulisses. Bien que l'effet décoratif des bâtiments soit une composante importante de leur effet global, l'ensemble marque une rupture significative par rapport à la logique opératoire typique de la place antéposée. Raguzzini supprime subtilement la suprématie de l'église dans la relation église/place, typique de l'urbanisme de la Contre-Réforme, et investit l'espace de la place elle-même d'une énergie et d'une intrigue considérables : l'église est devient un élément de la place, plutôt que la raison de l'existence de celle-ci.
À cette époque, Raguzzini reçoit de petites commandes dont : la rénovation des chapelles du Presepio dans le baptistère de San Domenico et la chapelle du Crucifix dans l'église dominicaine de Santa Maria sopra Minerva (1724-1726) ; la restauration de la basilique et du couvent San Sisto Vecchio près des thermes de Caracalla (achevée en 1727) ; des travaux mineurs dans la chapelle Sixtine de la basilique Sainte-Marie-Majeure (1725), à Saint-Jean-de-Latran (1726) et dans la basilique Saint-Pierre (1726) ; la restauration du maître-autel de l'église San Simeone Profeta (1724) ; l'agrandissement du couvent annexé à Santa Maria in Campitelli (1724). En dehors de Rome, il est responsable de la construction du palais Lercari à Albano Laziale.
À la mort de Benoît XIII, en 1730, la fortune de Raguzzini se dégrade lorsque le cénacle des Bénéventins amenés à Rome par le pape est purgé. D'après le témoignage de Pier Leone Ghezzi, Raguzzini est arrêté piazza di Trevi le 4 septembre 1731 et assigné à résidence dans ce cadre. Bien que par la suite dépouillé de plusieurs de ses postes officiels, il en regagne beaucoup par le biais d'une action en justice. Il est nommé virtuose de la Congregazione al Pantheon en septembre 1749, ce qui semble indiquer une mesure de réhabilitation officielle. Sa production à partir du milieu des années 1730 est très faible, bien que son nom soit fréquemment présent dans les procédures officielles du Tribunale delle strade. Il conserve le poste d'architecte municipal pendant 40 ans, mais il n'y a pas de documents connus relatifs aux bâtiments civils concernant son activité ; il construit l'église du sanctuaire Notre-Dame du Divin Amour en 1744. Il meurt à Rome.
Il doit être considéré comme le plus digne disciple romain de Francesco Borromini et parmi les plus grands représentants du rococo romain ; l'utilisation de certains éléments vernaculaires, comme les nouveaux concepts planivolumétriques, lui fait acquérir une physionomie originale.

## Principales œuvres
- Hôpital San Gallicano (1725)

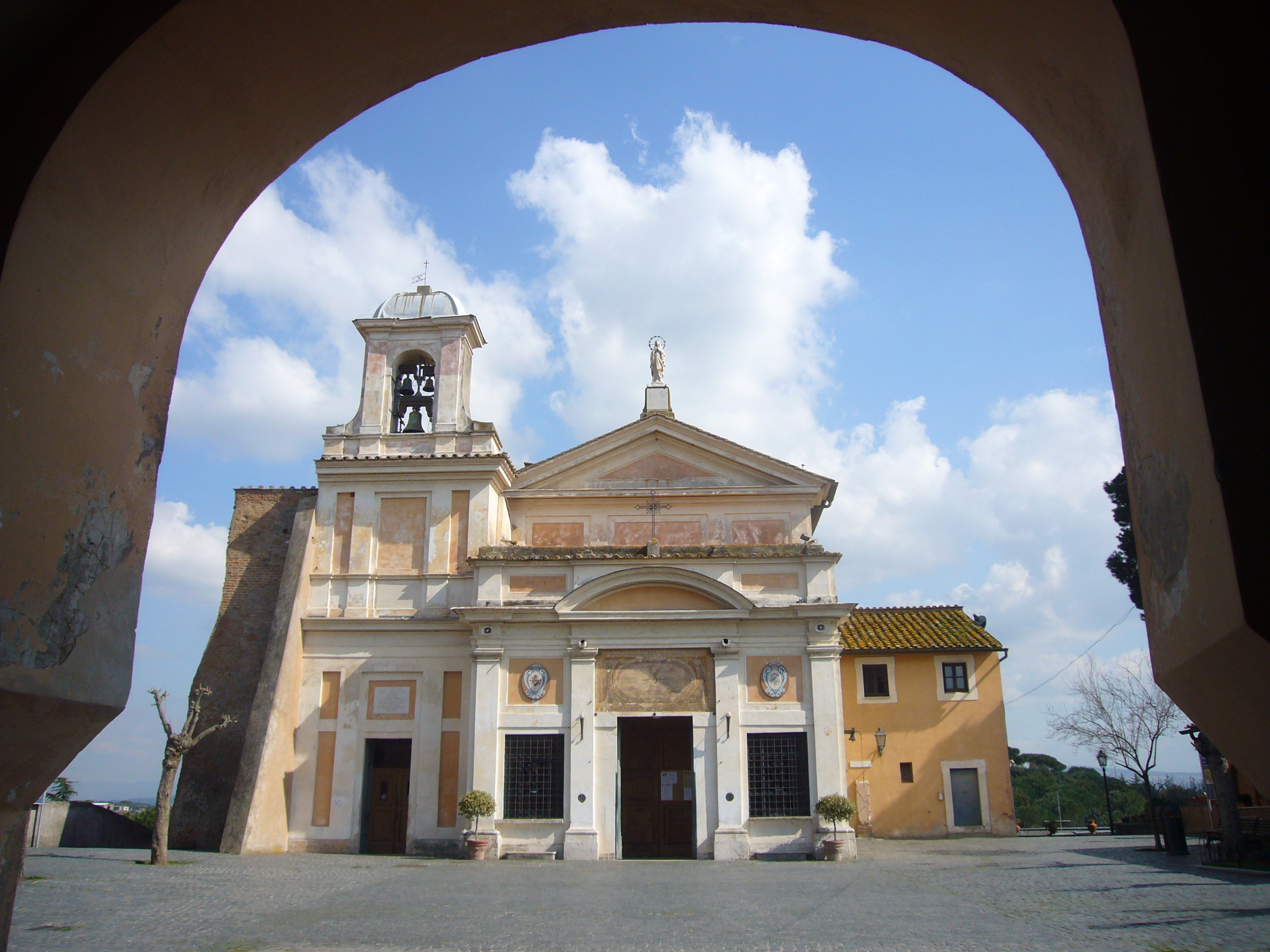
Sanctuaire Notre-Dame du Divin Amour.

- Basilique San Sisto Vecchio (1725)
- Église Santa Maria della Quercia (en) (1727)
- Piazza Sant'Ignazio (1727-1728)
- Façade de l'église Santi Quirico e Giulitta (1728)
- Église San Filippo Neri (1728)
- Église du sanctuaire Notre-Dame du Divin Amour (1744)

## Sources
- (en) Cet article est partiellement ou en totalité issu de l’article de Wikipédia en anglais intitulé « Filippo Raguzzini » (voir la liste des auteurs).

- (it) Cet article est partiellement ou en totalité issu de l’article de Wikipédia en italien intitulé « Filippo Raguzzini » (voir la liste des auteurs).